# Sveti Lenart (gmina Škofja Loka)
Sveti Lenart – wieś w Słowenii, w gminie Škofja Loka. W 2018 roku liczyła 124 mieszkańców.